# Ким Ман Джун
Ким Ман Джун кор. 김만중(1637 — 1692) — учёный, поэт и политический деятель.

## Краткая биография
Родился в Корее в год, когда его страна была завоевана маньчжурами и разорена. Его отец покончил жизнь самоубийством после захвата врагами столицы, и будущий писатель родился уже после его смерти.
Поначалу Ким Ман Джун шел обычной дорогой молодого человека из аристократической семьи: классическое образование, экзамены на чин, карьера чиновника и непременное участие в политической жизни страны — борьбе партий за власть. По традиции семья писателя принадлежала к Западной партии и, когда управление страной перешло к этой партии, Ким Ман Джун получил высокий чин и должность главы военного ведомства.
В 1689 г. Западная партия была отстранена от власти и Ким Ман Джуна сослали на южный остров Намхэ. Из этой ссылки он не вернулся, умерев от туберкулёза лёгких. Через 6 лет после его смерти Западная партия вновь пришла к власти и Ким Ман Джун посмертно получил титул «просвещенного и почтительного к родителям».

## Творчество
Первым откликом на дворцовый переворот 1689 года, когда писатель был отстранён от дел и отправлен в ссылку, явился его роман «Скитания госпожи Са по югу» — первый роман, написанный на корейском языке. В истории женщины, изгнанной из дома и оклеветанной коварной наложницей, писатель описал судьбу государыни Инхён, женщины корейского государя Сукчжона (правил в 1675—1720). Роман не датирован, но он написан «по горячим следам» дворцовых событий. Ким Ман Джун будучи ещё полон политических страстей осуждает своего государя, который нарушил долг правителя и увлёкся наложницей. Писатель ещё надеялся на торжество справедливости, на осуждение «бесчестных придворных» и установление должного порядка. Однако его надежды не оправдались и его сослали в места, губительные для его здоровья.
Написанный по-корейски этот роман был переведён на китайский язык и распространялся, таким образом, на двух языках, в рукописях и ксилографах. Корейской сюжетной прозе XVIII—XIX веков он дал образец семейной коллизии и типы персонажей. Более поздние произведения брали из романа целые эпизоды и даже имена героев.
Оказавшись в изоляции от политических событий Ким Ман Джун пишет свой второй роман «Сон в заоблачных высях» (второй вариант перевода «Облачный сон девяти»). Этот роман стал итогом раздумий Кима о человеческой природе с её постоянными страстями. Роман написан в форме буддийской притчи, обсуждающей тему «жизнь-сон».
Немногие произведения корейской литературы могут похвалиться такой популярностью, как «Сон в заоблачных высях». Рукописи и ксилографы на китайском и корейском языках, написанные в разное время, на хорошей и дешевой бумаге, говорят о том, что роман читали в разных слоях общества, при этом простонародные варианты отдавали предпочтение занимательному сюжету «облаков» — мирским приключениям героев: широкого читателя не трогали буддийские идеи, его волновали приключения. Не случайно отношения Ян Сою (главного героя романа) и восьми женщин выступают в повестях XIX века в качестве эротической метафоры.
Кроме двух романов Ким Ман Джун написал сочинение под названием «Сопхо. По воле кисти» (Сопхо — литературный псевдоним автора). Произведение относится к типу документально-художественной прозы — супхиль.
В конце 1689 года писатель получил известие о смерти матери. Будучи уже в ссылке он не мог с ней проститься. Свою любовь к матери и восхищение её подвижнической жизнью он выразил в биографии "Деяния добродетельной и почитаемой супруги госпожи Юн).
Ким Манчжун писал стихи на китайском языке, которые были собраны в сочинении под названием «Собрание изящной словесности Сопхо». В собрание вошло более двухсот стихотворений, немалая часть которых связана с перипетиями его личной судьбы, особенно с последними годами жизни.

## Русские переводы
- Ким Ман Джун. Облачный сон девяти / Пер. с кор. А. Артемьевой, Г. Е. Рачкова. — М.: Художественная литература, 1961. — 396 с.